# لابی یهود

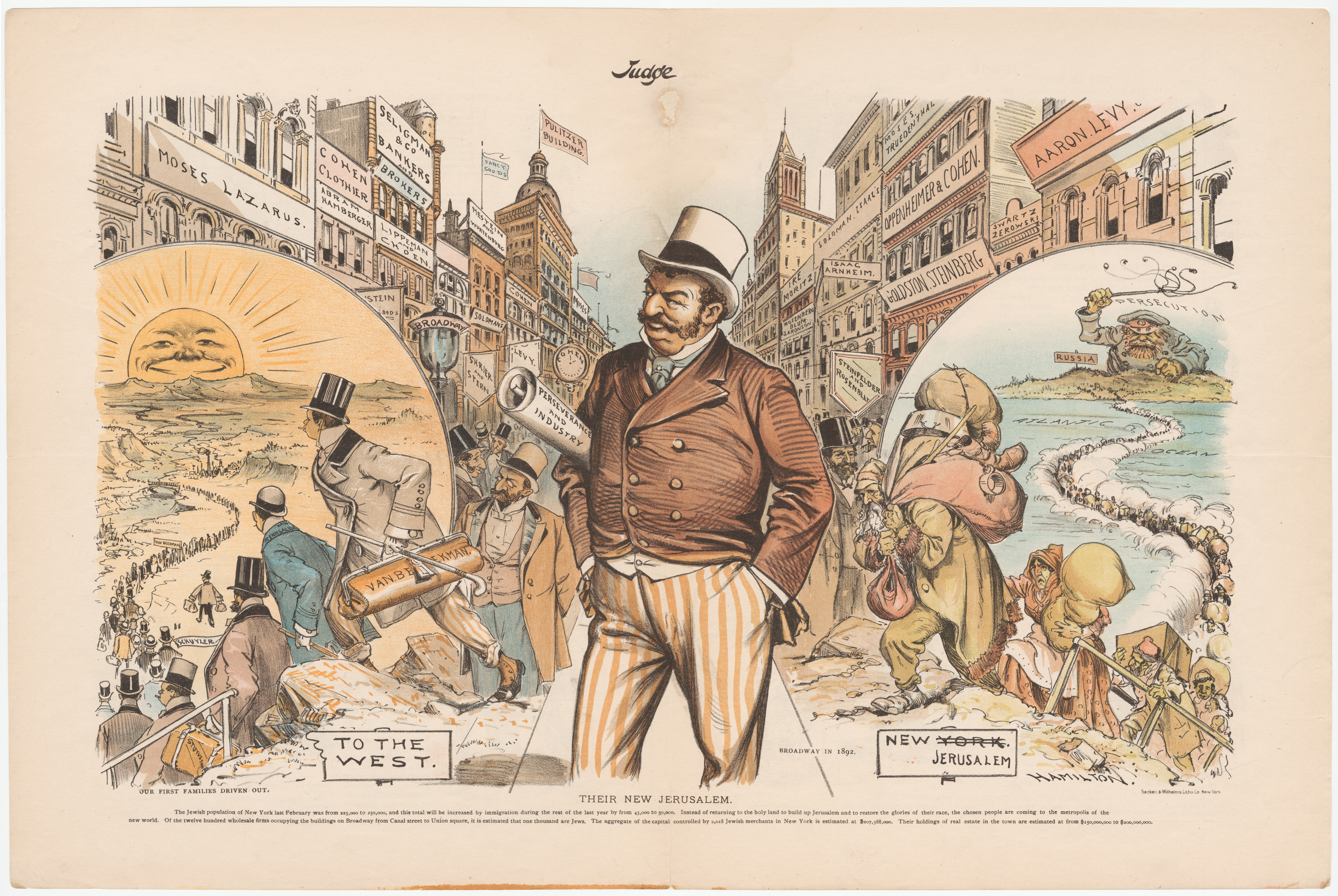
کاریکاتور "اورشلیم جدید آنها" که مهاجران یهود را نشان میدهد.سال 1892، مجله (قاضی)

اصطلاح لابی یهودی برای توصیف لابی‌های سازمان یافته  منسوب به یهودیان در تصمیم گیری‌های سیاست داخلی و خارجی، به عنوان یکی از شرکت کنندگان سیاسی در دولت منتخب، عمدتاً از سوی یهودیان پراکنده در تعدادی از کشورهای غربی هدایت می‌شود.

## توصیف
در فرهنگ لغت سیاست (۱۹۹۲)، والتر جان ریموند توصیف واژه "لابی یهودی" به عنوان " مجموعه‌ای از حدود سی و چهار سازمان سیاسی یهودی در ایالات متحده که تلاش‌های مشترک و جداگانه به منظور لابی برای منافع خود در ایالات متحده، و همچنین برای منافع اسرائیل انجام می‌دهند."توصیف می‌شود. او همچنین اشاره می‌کند که "بین سازمان‌هایی که بیشترین عملکرد را در فعالیت‌های لابی گری در سطوح فدرال، کشور و سطوح محلی سازمانهای سیاسی و دولتی دارند عبارتند از: کمیته روابط عمومی آمریکا و اسرائیل (AIPAC), کمیته یهودیان آمریکا... و B'nai B'rith." دومینیک ویدال, که در لو موند دیپلماتیک می‌نویسد، می گوید که در ایالات متحده از واژه "خود شرح" برای "تنها یکی از بسیاری از گروه‌های ذی‌نفوذ که جایگاه رسمی نزد نهادها و مقامات دارد، استفاده می‌شود."
از دیگر گروه‌های لابی یهود می‌توان به کنفرانس روسای سازمان‌های عمدهٔ یهودی آمریکا، موسسه یهودی امور امنیت ملی (JINSA)، انجمن خاورمیانه (MEF)، سازمان صهیونیستی امریکا (ZOA) اشاره کرد.لابی یهود چگونه کار می‌کند.